# Green Italia
 (avril 2014).
Si vous disposez d'ouvrages ou d'articles de référence ou si vous connaissez des sites web de qualité traitant du thème abordé ici, merci de compléter l'article en donnant les références utiles à sa vérifiabilité et en les liant à la section « Notes et références ».
Green Italia est un mouvement politique écologiste italien, fondé le 28 juin 2013, notamment en vue des élections européennes de 2014 avec le soutien du Parti vert européen.
Lors de sa création, les deux coordinateurs nationaux sont Monica Frassoni et Fabio Granata. Il se présente aux élections européennes de 2014 en alliance avec la Fédération des Verts.
L’Assemblée de Green Italia, réunie à Naples le 11 mars 2017, a élu comme porte-parole Annalisa Corrado et Carmine Maturo.